# Innleite bei Marktl mit Dachlwand
Das Naturschutzgebiet Innleite bei Marktl mit Dachlwand liegt im Landkreis Altötting in Oberbayern. Es erstreckt sich nördlich des Inn und nördlich und östlich von Oberpiesing, einem Ortsteil des Marktes Marktl. Am südlichen Rand des Gebietes verläuft die AÖ 16, am südöstlichen Rand die AÖ 15 und nördlich die AÖ 6. Unweit südlich – entlang der Alz – erstreckt sich das knapp 750 ha große Naturschutzgebiet Untere Alz.

## Bedeutung
Das 204,91 ha große Gebiet mit der Nr. NSG-00272.01 wurde im Jahr 1986 unter Naturschutz gestellt.